# Раздольное (Локтевский район)
Раздольное — село в Локтевском районе Алтайского края. Входит в состав Золотухинского сельсовета.

## История
Основано в 1921 году. В 1928 г. состояло из 106 хозяйств, основное население — украинцы. Центр Раздольновского сельсовета Локтевского района Рубцовского округа Сибирского края.

## Население
| 1926 | 1997 | 1998 | 1999 | 2000 | 2010 |
| ---- | ---- | ---- | ---- | ---- | ---- |
| 628  | ↘6   | ↘2   | →2   | →2   | ↘0   |